# Pachyegis producta
Pachyegis producta är en mossdjursart som först beskrevs av Alpheus Spring Packard 1863.  Pachyegis producta ingår i släktet Pachyegis och familjen Stomachetosellidae. Inga underarter finns listade i Catalogue of Life.